# یلل
یلل (به عربی: یلل) یک شهرداری در الجزایر است که در استان غلیزان واقع شده‌است.